# Bárður Oskarsson
Bárður Oskarsson (født 18. juli 1972 i Tórshavn) er en af Færøernes førende billedbogsforfattere, illustratorer og kunstnere. Han bor i Danmark, hvor han tog en kunstuddannelse fra Skolen for Billedkunst 1992 – 93. Han begyndte tidligt at tegne og fik sine tegninger i Barnablaðið (Børnebladet). Den første bog han illustrerede var hans farfars (Oskar Hermannsson's) bog "Undir tussafjøllum". Efter at have illustreret andres bøger i nogle år, debuterede han som børnebogsforfatter, hvor han både skrev historien og illustrerede, i 2004, da han udgav børnebogen "Ein hundur ein ketta og ein mús" (på dansk i 2008: En hund, en kat og en mus). Bárður har fået anerkendelser både fra Færøerne og andre lande, bl.a. Barnabókaheiðursløn Tórshavnar býráðs (Tórshavns byråds børnebogspris) i 2007 og White Raven prisen fra The international children`s digital library i 2005 og i 2013. Hans bøger er blevet oversat til dansk, norsk, svensk, islandsk, engelsk, fransk, tysk, tjekkisk, bulgarsk og ungarsk.

### Børnebøger, forfatter og illustrator
Børnebøger, som Bárður Oskarsson både har skrevet og illustreret:
- Ein hundur, ein ketta og ein mús, Bókadeild Føroya Lærarafelags (BFL), 2004
  - Le chien, le chat et la souries. Circonflexe 2006 (Frankrig)
  - Hundurinn, kótturin og músin. Mál og Menning, 2007, (Island)
  - En hund, en kat og en mus. Torgard, 2008. (Danmark) [6]
  - En hund, en katt og ei mus, Orkana, 2013. (Norge)
- Beinið, BFL, 2007
  - Kødbenet. Torgard, 2008 (Danmark)
- Pól, hin kuli giraffurin, BFL, 2007
  - Poul, en cool giraf. Torgard, 2009. (Danmark)
- Flata kaninin, BFL, 2011
  - Den flade kanin. Torgard, 2011. (Danmark)
  - Das platte Kaninchen. Jacoby & Stuart, 2013 (udgivet i Tyskland)[7]
  - Den flate kaninen. Orkana, 2013. (Norge)
  - Placatý králík. Svojtka, 2014. (Tjekkiet)
  - The flat rabbit. Owlkids, 2014. (USA/Canada)
  - Den platta kaninen. Kabusa, 2015. (Sverige)
  - Flata kanínan, Draumsýn, 2015. (Island)
  - Плоският заек. Дамян Яков, 2016. (Bulgarien)
  - A Lapos Nyuszi, Közép-európai Sarkvidék Egyesület, 2018 (Ungarn)
- Stríðið um tað góða grasið, BFL, 2012[8] ISBN 978-99918-74-37-1
  - Kampen om det gode græs. Torgard, 2017. (Danmark)
- Wilbert. Bókadeildin, 2016
  - Where are you, Wilbert? Owlkids, 2017. (USA/Canada)
  - Wilbert. Torgard, 2017. (Danmark)
- Træið. Bókadeildin, 2017
  - Træet. Torgard, 2018. (Danmark)

### Børnebøger, hvor Bárður Oskarsson er illustrator
- Tussarnir á tussatindi, Hermannsson, Bókadeild Føroya Lærarafelags (BFL), 1993
- Tunnuflakin, Debes Dahl, Skúlabókagrunnurin. 1991
- Margreta og Mjólkin, Vang, BFL, 2002
- Um svidnu pussifelluna og.., Gaard, BFL, 2003
- Tónalæra 1, 2, 3, 4, Skúlabókgrunnurin, 2004
- Um træskoytur og.., Gaard, BFL, 2004
- Um gentur og.., Gaard, BFL, 2005

## Kunstudstillinger
Kunstudstillinger som Bárður Oskarsson har deltaget i, både med andre og for sig selv:
- Listaskálin, FO, 2013
- Nordatlantens Brygge, DK, 2013
- Stefansonshús, FO, 2013
- Gallery Focus, FO, 2012[9]
- My Imaginary Library, Europe, 2007
- Christiania, DK, 2006
- Leikalund, FO, 2006
- Cafe Jonas, DK, 2005
- Nordatlantiske brygge, DK, 2005
- Smiðjan í Lítluvík, FO, 2004
- Føroyahúsið (Det færøske Hus i København, DK 2003
- Smiðjan í Lítluvík, FO, 2002

## Priser og legater
- White Raven of The international children`s digital library, Special Mention, 2006, for bogen Ein hundur, ein ketta og ein mús (engelsk titel: A dog, a cat, and a mouse)[10]
- Grunnur Torvald Poulsens, 2005 (legat)
- Vestnordisk Råds børne og ungdomslitteraturpris, 2006
- Barnabókaheiðursløn Tórshavnar býráðs, 2007[11][12]
- White Raven of The international children's digital library, 2013 for bogen Stríðið um tað góða grasið (engelsk titel: The quarrel over the good grass)[13]
- Der LUCHS-Preis für Kinder- und Jugendliteratur nr. 322 for "Das platte kaninchen", november, 2013.[14]
- 2014 - Nomineret til Vestnordisk Råds Børne- og Ungdomslitteraturpris for bogen Flata kaninin
- 2014 - Nomineret til Nordisk Råds børne- og ungdomslitteraturpris for bogen Flata kaninin
- 2015 - Et-årigt arbejdslegat fra Mentanargrunnur Landsins[15]
- 2016 - Nomineret til Nordisk Råds børne- og ungdomslitteraturpris for bogen Stríðið um tað góða grasið[16]
- 2018 - Vinder af Nordisk Råds børne- og ungdomslitteraturpris for billedbogen Træið.

## Eksterne links
- Om Bárður Oskarsson hos Forlagettorgard.dk Arkiveret 12. december 2017 hos  Wayback Machine
- Om Bárður Oskarsson hos Farlit.fo